# Mera Peak
Der Mera Peak ist ein Berg in der Khumbu-Region in Nepal, östlich von Namche Bazar.
Der Nordgipfel (6476 m) bildet die höchste Erhebung des Mera Peak. Der Mittelgipfel (⊙) erreicht eine Höhe von 6461 m, der weiter östlich gelegene Südgipfel (⊙) besitzt eine Höhe von 6065 m. Am Nordhang des Berges erstreckt sich der Meragletscher.
Ein Berggrat führt nach Südosten zum 6363 m hohen Naulekh.
Am 20. Mai 1953 wurde der Mittelgipfel von J.O.M. Roberts und Sen Tenzing erstbestiegen. Die Erstbesteigung des Nordgipfels gelang am 29. Oktober 1973 Marcel Jolly, Lucien Honnilh, Gérard Bourg, Lucien Limargue und Ang Lakhpa. Die Aufstiegsroute führte über die steilen Gletscherhänge an der Nordseite.
Der Mera Peak ist ein so genannter Trekkinggipfel. Er wird von der Nepal Mountaineering Association in der Kategorie „B“, den leichteren Klettergipfeln, geführt.
Der Gipfel bietet einen Ausblick auf fünf Achttausender: Mount Everest, Kangchendzönga, Lhotse, Makalu und Cho Oyu.